# OYO酒店

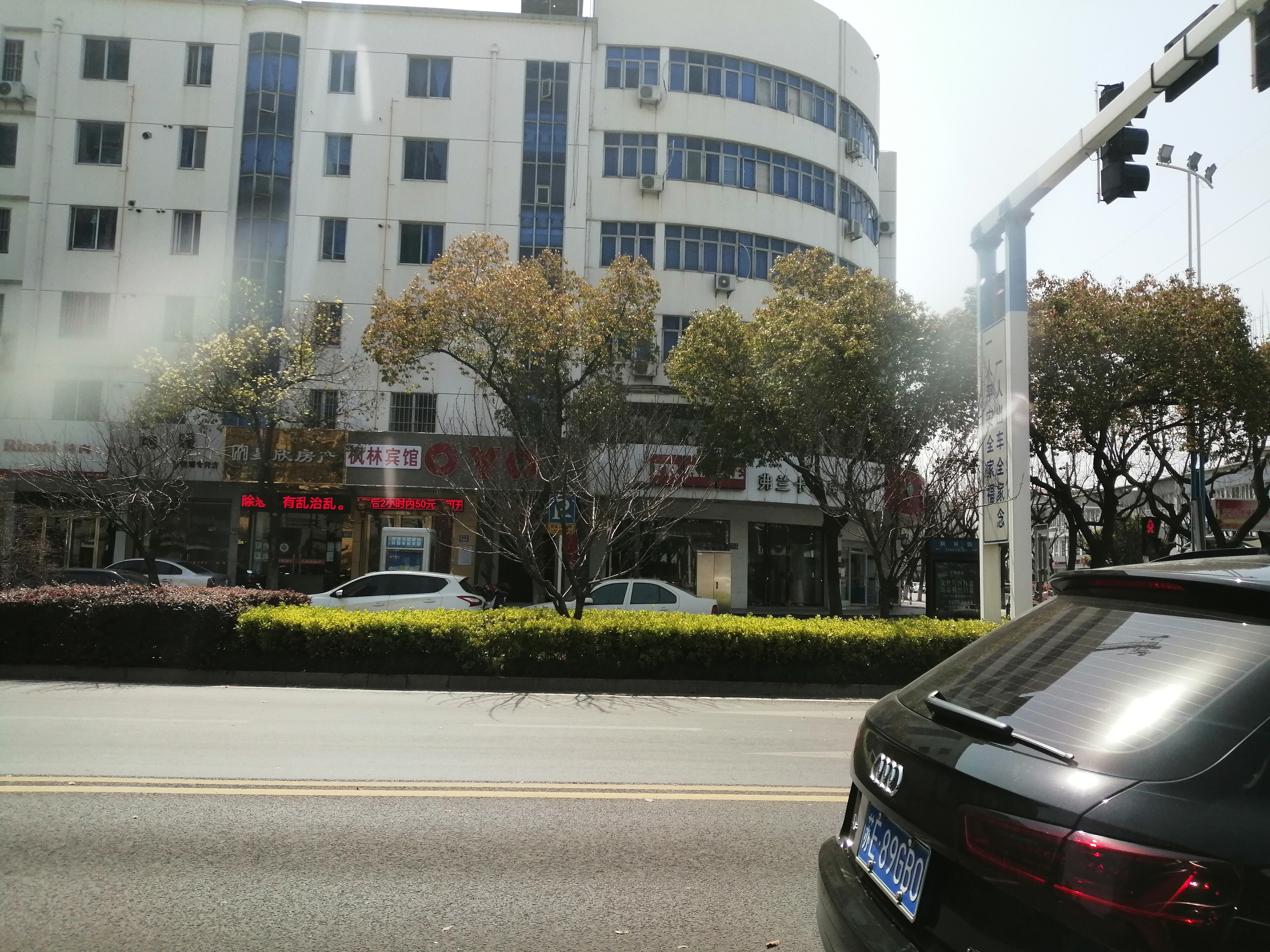
位于中国江苏省常熟市的OYO酒店

OYO酒店（英語：OYO Rooms）是一個印度連鎖酒店品牌，目前是世界第三大酒店品牌，以及增長速最快的酒店品牌。OYO酒店由利特施·阿加瓦尔在2013年創立，其酒店品牌定位主要是廉價酒店。開業至今，酒店品牌已遍佈歐洲、亞洲和美洲。截至2019年6月，OYO品牌旗下擁有23,000家酒店共850,000個房間，遍佈全球800個城市。该公司的投资者包括软银集团、红杉印度、光速创投印度、Airbnb、华住酒店集团等。

## 歷史
2012年，OYO酒店創辦人利特施·阿加瓦尔創立了Oravel Stays，為一個廉價酒店比價和訂房平台。他經過數個月的研究和親身入住住宿加早餐酒店、民宿和其它小型酒店後，19歲的他把品牌Oravel Stays改稱為OYO Stays。
OYO酒店允許其它酒店業者以加盟方式壯大其業務，透過統一的預訂和搜尋平台，為多樣化的小型廉價酒店提供統一的標準和管理。業務開始不久後，他便從彼得·泰爾的獎學金獲得10萬美元資金。2018年3月，OYO集團收購總部在金奈的服務式公寓Novascotia Boutique Homes，為集團首個大型收購並开拓商務住宿市場。2019年8月，OYO集團與合作伙伴Highgate斥資1.35億美元購入猫头鹰赌场酒店（Hooters Casino Hotel），是OYO首次在美國購買酒店房產。此外，OYO亦在印度各地設立26個訓練學院，培養餐旅業人材。截至2019年8月，OYO酒店在全球僱用超過17,000名員工，其中超過9,000人在印度。
OYO的服務品質備受批評，包括服務差，房間有老鼠等。2019年10月，一名印度青年在入住OYO酒店期間觸電致死。越來越多加盟者指控OYO酒店違反合同條款，加上OYO經營不當，被指採取掠奪性訂價，偽造入住數據及腐敗。2020年1月，多年未虧得盈利的OYO酒店傳出裁員計劃。

## 財務狀況
OYO酒店在全球大幅擴張，2018財政年度的收入為上一年的3.5倍，但同年亦錄得33億印度盧比虧損，較上一財政年度有所改善。

## 外部連結
- 官方网站